# Grammia preciosa
Grammia preciosa là một loài bướm đêm thuộc phân họ Arctiinae, họ Erebidae.